# (4045) Lowengrub
(4045) Lowengrub (1953 RG) – planetoida z pasa głównego asteroid okrążająca Słońce w ciągu 5 lat i 291 dni w średniej odległości 3,23 j.a. Została odkryta 9 września 1953 roku.